# Costessey
Costessey is een civil parish in het bestuurlijke gebied South Norfolk, in het Engelse graafschap Norfolk met 12.463 inwoners.